# Pomník slezských povstalců
Pomník Slezských povstalců, polsky Pomnik Powstańców Śląskich, je kamenný pomník/památník s reliéfem na náměstí Plac Narutowicza ve městě Leśnica v okrese Strzelce v Polsku. Geograficky se také nachází v Horním Slezsku v Opolském vojvodství.

## Historie a popis
Pomník z roku 1981 připomíná boje slezských povstalců během Slezského/Hornoslezského povstání (1919–1921). Autorem pomníku je opolský sochař Jan Borowczak. Pomník, na němž jsou vyobrazeny tři busty na štíhlých soklech symbolicky představující slezské povstalce, jsou připomínkou pohnuté historie Horního Slezska. Po rekonstrukci náměstí v Leśnici chtěla obecní rada pomník odstranit, protože se domnívala, že by se nehodil do okolí. Pomník měl být převezen do Muzea činů povstání na nedaleké Hoře svaté Anny (Góra Świętej Anny). Místní obyvatelé však nesouhlasili a tak byl pomník ponechán na svém místě.

### Nápisy na reliéfu
U pomníku je na zemi umístěn kovový reliéf na odstupňovaných kamenných deskách. Reliéf je s povstaleckým křížem a nápisy:
| „ | Leśnicę zdobyto 7 maja 1921 roku walki obronne I dywizji trwały od 21 do 24 maja Miejsce walk powstańców śląskich Chwała bohaterom 1921-1971 | Leśnica byla dobyta 7. května 1921, obranné boje 1. divize trvaly od 21. do 24. května Místo bojů slezských povstalců Sláva hrdinům 1921-1971 | “ |

Galerie

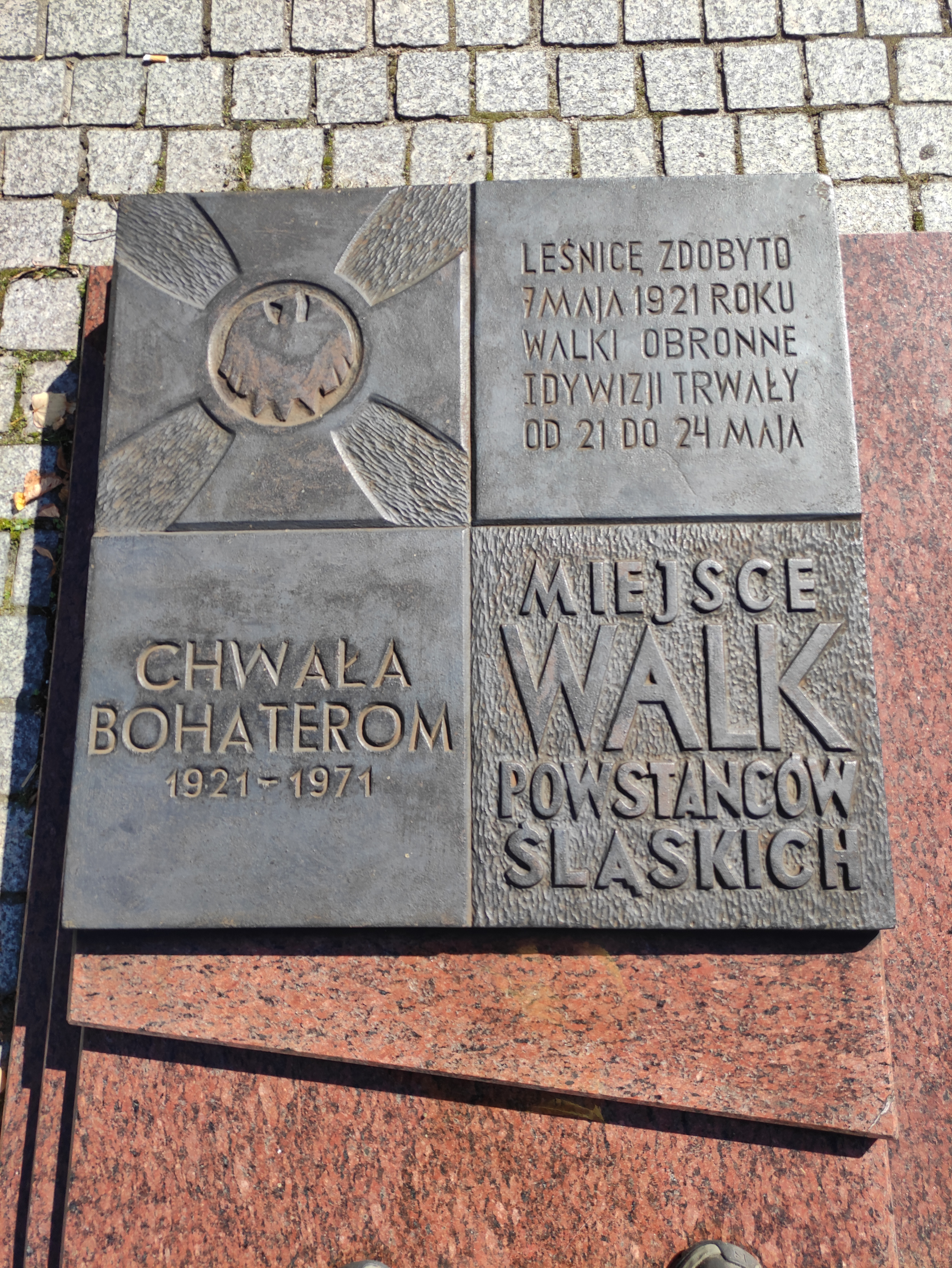
Pamětní deska u pomníku
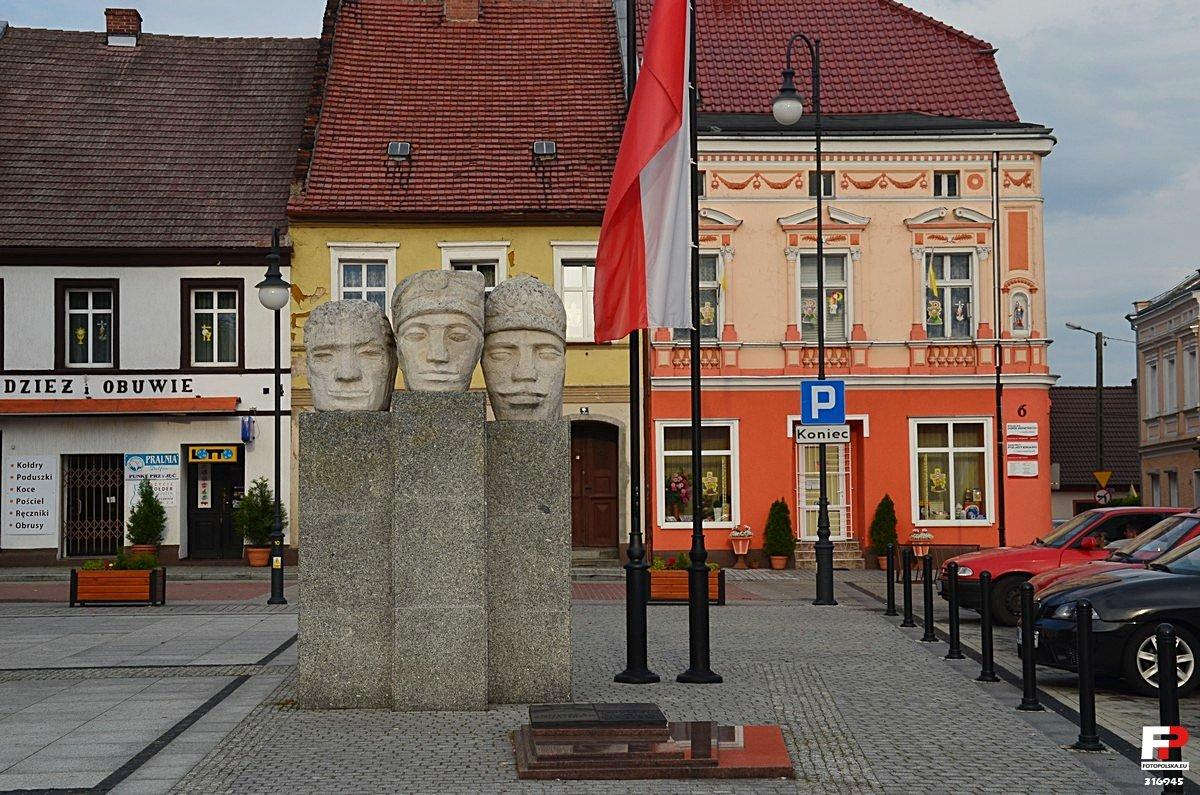
Pomník na náměstí
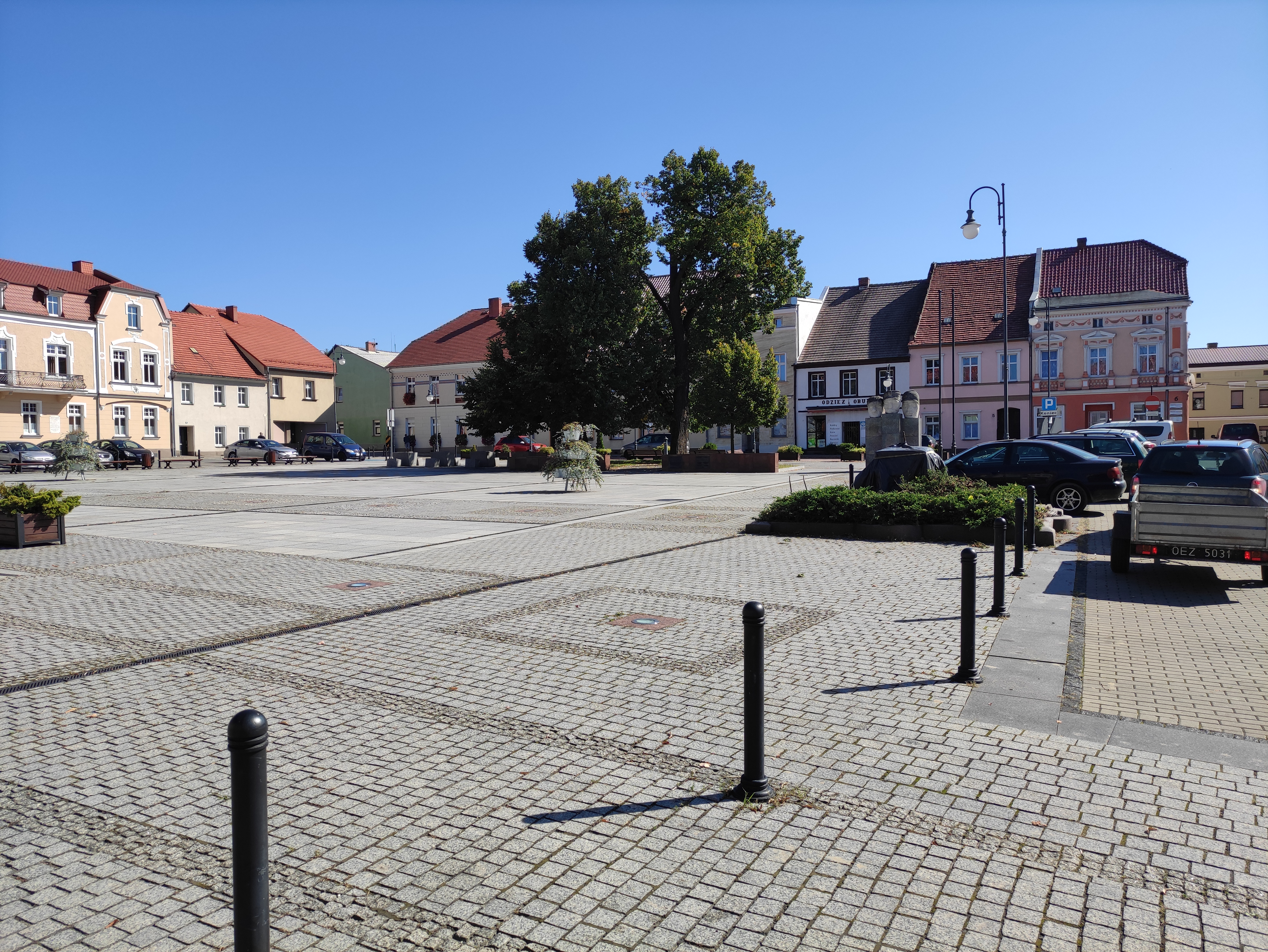
Pomník na náměstí